# Jeff Hartwig

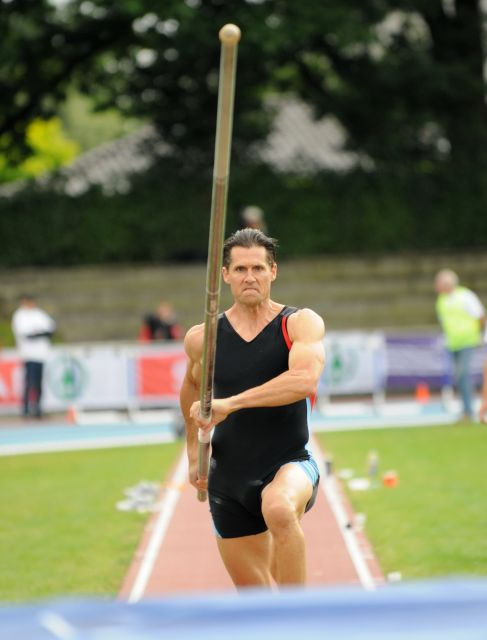
Jeff Hartwig

Jeff Hartwig, född den 25 september 1967 i Saint Louis, är en amerikansk friidrottare som tävlar i stavhopp. 
Hartwig tillhör de stavhoppare som har hoppat högst genom historien med ett personligt rekord på 6,03 från 2000. 
Däremot har han inte varit lyckosam vid internationella mästerskap. Hans främsta merit är en andraplats vid inomhus-VM 1999. Han deltog exempelvis vid Olympiska sommarspelen 2008 men blev utslagen i kvalet, samma sak hände vid VM 2005 i Helsingfors. 